# ایوان تریسی
ایوان تریسی (انگلیسی: Yvonne Tracy؛ زادهٔ ۲۷ فوریهٔ ۱۹۸۱) بازیکن فوتبال اهل جمهوری ایرلند است.
از باشگاه‌هایی که در آن بازی کرده‌است می‌توان به تیم فوتبال زنان آرسنال اشاره کرد.
وی همچنین در تیم ملی فوتبال زنان جمهوری ایرلند بازی کرده‌است.